# Angelina Abbona
Angelina María Esther Abbona (San Rafael, 8 de noviembre de 1951) es una abogada argentina.

## Biografía
Nació en San Rafael (provincia de Mendoza), pero pasó toda su infancia y adolescencia en la ciudad de Mendoza.
Durante los años setenta estudió en la Universidad Nacional de Córdoba.
Integró la agrupación estudiantil Vanguardia Comunista ―del Partido Comunista Revolucionario (PCR), de origen maoísta― donde conoció al estudiante cordobés Carlos Zannini.
Sus compañeros fueron perseguidos y asesinados por el militar Luciano Benjamín Menéndez, en el marco de la dictadura cívico-militar (1976-1983).
En 1976 se recibió de abogada.
Al año siguiente (1977), junto a su esposo, Enrique Mengueche Mengarelli y a otros militantes de su agrupación, se mudó a Río Gallegos (provincia de Santa Cruz), para escapar de Menéndez. Pocos años después los seguiría Carlos Zannini.
En Río Gallegos ejerció como abogada.
De la mano de Zannini ―que había creado y lideraba un sector del kirchnerismo denominado Línea Córdoba― se acercó a Néstor Kirchner, quien se convertiría en gobernador de la provincia de Santa Cruz.
Pasó más de la mitad de su vida en Santa Cruz.
Durante ocho años fue fiscal de Estado de la provincia de Santa Cruz durante el mandato como gobernador del luego presidente Néstor Kirchner.
Su estrecha amistad con la ministra de Desarrollo Social, Alicia Kirchner, llevó a que en 2004 fuera nombrada auditora interna del Ministerio de Desarrollo Social.
Regresó a la gestión pública santacruceña con el gobernador Daniel Peralta, que en 2007 la designó presidenta del Tribunal de Cuentas.
El 22 de diciembre de 2010 remplazó en Buenos Aires a Joaquín Da Rocha como procuradora del Tesoro de Argentina ―jefa del Cuerpo de Abogados del Estado―, cargo con jerarquía ministerial y dependencia directa de la Presidencia de la Nación, ejerciendo este cargo de manera ad honórem.
Fue la primera mujer que desempeñó ese cargo.
Fue ratificada el 10 de diciembre de 2011 por decreto de la presidenta Cristina Fernández de Kirchner. En su gestión, impulsó el Expediente 36.549/2012 – HSBC BANK Argentina, bajo el dictamen 83/2008 de la Procuración del Tesoro de la Nación. También impulsó la investigación de la Sociedad Rural Argentina, por la venta irregular de un predio en 1982, impulsó la denuncia junto a Juan Manuel Abal Medina, jefe de Gabinete de Ministros de la Nación, contra el juez Luis Antonio Armella, titular del Juzgado Federal N.º 1 de Quilmes, debido a que un grupo de empresas vinculadas con el magistrado obtuvieron contratos millonarios sin licitación para la limpeiza del Riachuelo. Finalmente el caso llegó al Consejo de la Magistratura elaborándose un dictamen proponiendo la elevación a jurado de enjuiciamiento de Armella.
En 2010 denunció penalmente "estafa procesal" al fondo especulativo estadounidense Burford Capital y al grupo español Marsans, ex concesionario de Aerolíneas Argentinas y Austral y en 2015 impulsó una denuncia contra el Grupo Marsans, el fondo Burford Capital y el bufete de abogados Alejandro Fargosi y Asociados por un presunto fraude debido a la demanda que presentaron contra el Estado argentino por la expropiación de Aerolíneas Argentinas y Austral. En tanto el diario español El País en una nota de 2015 recordaba que Argentina argumentó en su demanda penal que no solo rechazaba la reclamación del grupo turístico ante el Ciadi sino que Marsans es "deudor de la República Argentina" por "haber dejado en una situación ruinosa" a la compañía aérea,  manifestó al presentar la demanda la procuradora del Tesoro argentino, Angelina Abbona, reclamando a Marsans 1.000 millones por su gestión en Aerolíneas. También siendo procuradora del Tesoro de Argentina, Angelina Abbona, junto al fiscal contra la Criminalidad Económica y Lavado de Activos, Carlos Gonella, presentaron una denuncia penal por presunto fraude al Estado argentino contra los dueños de Marsans y contra uno de sus dueños Gerardo Díaz Ferrán que fue condenado como "autores criminalmente responsables de un delito contra la Hacienda Pública" por 99 millones de euros del impuesto de sociedades en 2001, cuando Air Comet compró Aerolíneas Argentinas. Abbona junto junto al fiscal contra la Criminalidad Económica y Lavado de Activos, presentó una denuncia ante el Centro Internacional de Arreglo de Diferencias Relativas a Inversiones (CIADI),  contra el grupo español por 1.382 millones de dólarespor los daños causados por la presunta administración deficiente y la ruina de Aerolíneas.

## Proceso por encubrimiento
Fue procesada en 2016 por el juez federal Luis Rodríguez por no denunciar "de oficio"  sobre la responsabilidad del grupo Marsans en el vaciamiento de Aerolíneas Argentinas.
Fue ratificada el 10 de diciembre de 2011 desde su gestión impulsó el Expepediente 36.549/2012 – “HSBC BANK Argentina, bajo el dictamen 83/2008 de la Procuración del Tesoro de la Nación También intervino impulzando la investigación de las de la Sociedad Rural, por la venta irregular del predio en 1982. perseguir el cobro de la deuda o revisar la legalidad de la venta.También impulso la denuncia  junto a Juan Manuel Abal Medina, jefe de Gabinete de Ministros de la Nación, contra el juez  “la posible comisión de delitos de acción pública” contra el juez Luis Antonio Armella, titular del Juzgado Federal Nº 1 de Quilmes,a raíz de un grupo de empresas vinculadas con el magistrado obtuvieron contratos millonarios sin licitación para la limpeiza del riachuelo. “Según dicha investigación periodística, se encontraría probado un modus operandi delictivo en el que el juez Armella aparecía como autor principal”, donde se beneficiaba sin procesos licitatorios a empresas que serían próximas al juez.finalmente el caso llegaría al consejo de la magistratura elaborandose un dictamen proponiendo la elevación a jurado de enjuiciamiento de Armella, quiem recibió el respaldo Luis María Cabral y Leónidas Moldes, y por el senador radical Ángel Rozas, quienes elaboraron un dictamen de minoría para desestimar la denuncia.
 Previamente había denunciado a  Marsans por fraude contra el Estado En 2014 la titular Angelina Abbona presentó junto a su equipo jurídico una demanda ante el CiAdi por parte del Estado argentino contra el grupo Marsans por 257 millones de dólares

## Cargos desempeñados
- Asesora legal del distrito Santa Cruz, de la Dirección Nacional de Vialidad
- 1983-1985: asesora legal de la Subsecretaría de Comercio, Minería e Intereses Marítimos, Ministerio de Economía y Obras Públicas de la Provincia de Santa Cruz.
- 1987-1991: asesora legal de la Municipalidad de Río Gallegos
- 1991-1992: jefa del Departamento Administrativo del Área Jurídica, de Servicios Públicos (Sociedad del Estado de la Provincia de Santa Cruz).
- 1992-1995: gerente de Servicios Públicos Sociedad del Estado de la Provincia de Santa Cruz.
- 1995-2003: fiscal de Estado de la Provincia de Santa Cruz.
- 2003-2007: auditora interna titular del Ministerio de Desarrollo Social de la Nación.
- 2007-2010: presidenta del Honorable Tribunal de Cuentas de la Provincia de Santa Cruz.
- 2011-2015: procuradora del Tesoro de la Nación de Argentina.